# Liste des municipalités de l'État du Rio Grande do Norte
L'État du Rio Grande do Norte, au Brésil compte 167 municipalités (municípios en portugais).

## Municipalités

### A/E
- Acari
- Afonso Bezerra
- Água Nova
- Alexandria
- Almino Afonso
- Alto do Rodrigues
- Angicos
- Antônio Martins
- Apodi
- Areia Branca
- Arês
- Assu

- Baía Formosa
- Baraúna
- Barcelona
- Bento Fernandes
- Boa Saúde (anciennement Januário Cicco)
- Bodó
- Bom Jesus
- Brejinho

- Caiçara do Norte
- Caiçara do Rio do Vento
- Caicó
- Campo Grande (anciennement Augusto Severo)
- Campo Redondo
- Canguaretama
- Caraúbas
- Carnaúba dos Dantas
- Carnaubais
- Ceará-Mirim
- Cerro Corá
- Coronel Ezequiel
- Coronel João Pessoa
- Cruzeta
- Currais Novos

- Doutor Severiano

- Encanto
- Equador
- Espírito Santo
- Extremoz

### F/N
- Felipe Guerra
- Fernando Pedroza
- Florânia
- Francisco Dantas
- Frutuoso Gomes

- Galinhos
- Goianinha
- Governador Dix-Sept Rosado
- Grossos
- Guamaré

- Ielmo Marinho
- Ipanguaçu
- Ipueira
- Itajá
- Itaú

- Jaçanã
- Jandaíra
- Janduís
- Japi
- Jardim de Angicos
- Jardim de Piranhas
- Jardim do Seridó
- João Câmara
- João Dias
- José da Penha
- Jucurutu
- Jundiá

- Lagoa d'Anta
- Lagoa de Pedras
- Lagoa de Velhos
- Lagoa Nova
- Lagoa Salgada
- Lajes
- Lajes Pintadas
- Lucrécia
- Luís Gomes

- Macaíba
- Macau
- Major Sales
- Marcelino Vieira
- Martins
- Maxaranguape
- Messias Targino
- Montanhas
- Monte Alegre
- Monte das Gameleiras
- Mossoró

- Natal (capitale de l'État du Rio Grande do Norte)
- Nísia Floresta
- Nova Cruz

### O/R
- Olho-d'Água do Borges
- Ouro Branco

- Paraná
- Paraú
- Parazinho
- Parelhas
- Parnamirim
- Passa e Fica
- Passagem
- Patu
- Pau dos Ferros
- Pedra Grande
- Pedra Preta
- Pedro Avelino
- Pedro Velho
- Pendências
- Pilões
- Poço Branco
- Portalegre
- Porto do Mangue
- Pureza

- Rafael Fernandes
- Rafael Godeiro
- Riacho da Cruz
- Riacho de Santana
- Riachuelo
- Rio do Fogo
- Rodolfo Fernandes
- Ruy Barbosa

### S/V
- Santa Cruz
- Santa Maria
- Santana do Matos
- Santana do Seridó
- Santo Antônio
- São Bento do Norte
- São Bento do Trairí
- São Fernando
- São Francisco do Oeste
- São Gonçalo do Amarante
- São João do Sabugi
- São José de Mipibu
- São José do Campestre
- São José do Seridó
- São Miguel
- São Miguel do Gostoso
- São Paulo do Potengi
- São Pedro
- São Rafael
- São Tomé
- São Vicente
- Senador Elói de Souza
- Senador Georgino Avelino
- Serra Caiada (anciennement Presidente Juscelino)
- Serra de São Bento
- Serra do Mel
- Serra Negra do Norte
- Serrinha
- Serrinha dos Pintos
- Severiano Melo
- Sítio Novo

- Taboleiro Grande
- Taipu
- Tangará
- Tenente Ananias
- Tenente Laurentino Cruz
- Tibau
- Tibau do Sul
- Timbaúba dos Batistas
- Touros
- Triunfo Potiguar

- Umarizal
- Upanema

- Várzea
- Venha-Ver
- Vera Cruz
- Viçosa
- Vila Flor

## Sources
- Infos supplémentaires (cartes simple et en PDF, et informations sur l'État).
- Infos sur les municipalités du Brésil
- Liste alphabétique des municipalités du Brésil